# 김완주
김완주(金完柱, 1946년 5월 25일~)는 대한민국의 정치인이다. 전주시장, 전라북도지사를 역임했다.

## 생애

### 전라북도지사
민선 전라북도지사 재직 중 2012년 3월, 이전에 대회가 열렸던 강원도 고성을 본보기로 삼아 전라북도에서 세계 스카우트 잼버리를 개최하는 것을 최초로 추진했다. 김완주의 전라북도정은 ‘한국잼버리 겸 국제패트롤잼버리'대회 유치위원회’를 구성하고, 2013년 8월 1일에는 ‘2013 새만금 국제 청소년 야영대회'를 개최해 세계대회 의지를 대내외에 알렸으며, 2012년 4월 27일 김완주는 자신의 집무실에서 한국스카우트연맹 관계자들에게 "세계 잼버리에 필요한 350만평 부지를 제공할 수 있는 유일한 지역인 새만금에서 잼버리가 개최될 수 있도록 협조해달라"고 요청했다. 위와 같이 김완주는 직접 해외 출장길에 오르는 등 2021년 월드마스터게임과 2023년 세계 잼버리대회 유치에 공들였다.

## 부동산 명의 신탁
2000년 1월경 김완주는 자신 소유의 서울 반포동 아파트를 친척에게 명의신탁을 하였다(부동산실명법 위반). 2006년 전주지방검찰 제2형사부는 김완주의 부동산실명법위반 죄 공소시효가 2005년 1월부로 만료되었다며 불기소 처분했다.

## 학력
- 1959년 전주풍남국민학교 졸업
- 1962년 전주북중학교 졸업
- 1965년 전주고등학교 졸업
- 1970년 서울대학교 정치학 학사
- 1973년 서울대학교 행정대학원 행정학 석사
- 1987년 펜실베이니아 대학교대학원 도시계획학 석사

## 경력
- 1973년 제14회 행정고시 합격
- 1974년~1980년 전라북도청 기획계장
- 1980년~1981년 전라북도청 상정과장
- 1988년~1988년 전라북도청 기획담당관
- 1989년~1991년 전라북도 고창군수 / 임명직
- 1991년~1992년 청와대 대통령 비서실
- 1994년 전라북도 남원시장 직무대리[4]
- 1994년~1995년 제7·8대 전라북도 남원시장 / 임명직
- 1995년~1996년 전라북도 기획관리실장
- 1998년~대한체육회 이사
- 1998년 7월 1일~2006년 3월 10일: 제34·35대 전라북도 전주시장(재선)
- 2001년~2004년 지방이양추진위원회 위원
- 2003년~지방분권특별추진위원회 위원장
- 2003년 전국시장군수구청장 협의회 회장
- 2006년 7월 1일~2014년 6월 30일 제32·33대 전라북도지사(재선)

## 역대 선거 결과
|  | 83.62% |

|  | 71.83% |

|  | 48.08% |

|  | 68.67% |

## 소속 정당
| 소속 정당 | 소속 정당      | 소속 기간 | 비고           |
| --------- | -------------- | --------- | -------------- |
|           | 새정치국민회의 | 1998~2000 | 정계 입문      |
|           | 새천년민주당   | 2000~2003 | 합당           |
|           | 무소속         | 2003      | 탈당           |
|           | 열린우리당     | 2003~2007 | 창당           |
|           | 대통합민주신당 | 2007~2008 | 합당           |
|           | 통합민주당     | 2008      | 합당           |
|           | 민주당         | 2008~2011 | 당명 변경      |
|           | 민주통합당     | 2011~2013 | 합당           |
|           | 민주당         | 2013~2014 | 당명 변경      |
|           | 새정치민주연합 | 2014~2015 | 합당 정계 은퇴 |
|           | 더불어민주당   | 2015~현재 | 당명 변경      |

## 같이 보기
- 전북특별자치도지사
- 전주시장